# Julius von Loewenfeld (général, 1808)
Pour les articles homonymes, voir Julius von Loewenfeld et von Loewenfeld.
Julius Ludwig Wilhelm von Loewenfeld (né le 31 janvier 1808 à Leeden et mort le 29 juin 1880 à Potsdam) est un général d'infanterie prussien.

## Biographie

### Origine
Julius est le fils du colonel prussien et commandant en second de Torgau Wilhelm Friedrich von Loewenfeld (1768-1827) et son épouse Karoline, née von Bar (de) (1771-1836).

### Carrière militaire
Loewenfeld étudie à la maison des cadets de Berlin et est ensuite transféré le 5 avril 1826 en tant que sous-lieutenant au régiment d'infanterie de réserve de la Garde de la Landwehr de l'armée prussienne, d'où émergera plus tard le régiment de fusiliers de la Garde. De 1828 à 1834, il est adjudant du 1er bataillon puis occupe le même poste jusqu'en 1843 avec le 1er bataillon du 4e régiment de la Garde de la Landwehr à Hamm. En 1848, alors qu'il est premier lieutenant, il réprime, avec les hommes de la 8e compagnie de son régiment, un soulèvement qui a éclaté dans le prison de Spandau (de). À la fin de l'année, Loewenfeld est promu capitaine et commandant de compagnie. Promu major, il devient commandant du 2e bataillon à la mi-mai 1854 et est transféré au 1er régiment à pied de la Garde le 12 juin 1855. Du 30 décembre au 6 avril 1857, il est commandant du bataillon de fusiliers et est ensuite nommé adjudant d'aile de Frédéric-Guillaume IV avec promotion au grade de lieutenant-colonel. Loewenfeld accompagne le roi lors de plusieurs voyages jusqu'à ce qu'il tombe malade. Le laissant dans sa position, il se voit confier le commandement du 2e régiment de grenadiers à Stettin le 12 novembre 1857 et celui du régiment d'infanterie de réserve de la Garde le 22 mai 1858. Le 15 avril 1859, il est nommé commandant de cette unité, promu colonel à la fin du mois de mai 1859, et en janvier 1861, il est décoré de la croix de chevalier de l'ordre de la maison royale des Hohenzollern en janvier 1861. Le 7 mars 1863, il se voit initialement confier le commandement de la 10e brigade d'infanterie à Francfort-sur-l'Oder, et le 17 mars 1863, il est nommé commandant de brigade en tant que général de division. Dès le 12 août 1863, il est transféré à nouveau à Berlin, où Loewenfeld se voit confier le commandement de la 4e brigade d'infanterie de la Garde. À partir du 19 décembre 1863, il est chargé de gérer les affaires de la 1re brigade d'infanterie de la Garde et le bureau du commandant de Potsdam, pendant la durée du détachement du major-général Wilhelm Hiller von Gaertringen. Le 9 janvier 1864, il est nommé commandant de cette brigade et le 22 mars, il devient également le commandant de Potsdam. À ce poste, il reçoit l'Ordre de Saint-Stanislas de 1re classe en juin 1864. Le 2 juin 1866, Loewenfeld est nommé commandant de la 9e division d'infanterie à Glogau, qu'il dirige dans la guerre contre l'Autriche dans le cadre du 5e corps d'armée. Après avoir pris possession du col étroit de Nachod,  sans ordre distinct le 26 juin 1866, il réussit à défendre les hauteurs contre 21 bataillons ennemis pendant environ trois heures lors de la bataille qui a lieu le jour suivant avec cinq bataillons et demi et deux sections de chasseurs. Pour cela, Loewenfeld reçoit l'ordre Pour le Mérite. Il participe également aux batailles de Skalitz, Schweinschädel et Sadowa.
Après le traité de paix, Loewenfeld a été nommé commandant de la 2e division de la Garde le 17 septembre 1866. Peu après, il est promu lieutenant général et a reçu la Croix du Mérite militaire du Mecklembourg. Début juin 1870, il est également décoré de l'Ordre de Sainte-Anne de 1re classe avec diamants. Pour des raisons de santé, Loewenfeld abandonne le commandement de la division lors de la mobilisation à l'occasion de la guerre contre la France et est d'abord gouverneur général du district de 5e et 6e corps d'armée. À la mi-septembre 1870, il devient inspecteur des deux corps de réserve près de Berlin et après la capitulation de Metz, il est nommé gouverneur de la forteresse de Metz le 28 octobre 1870. À ce poste, il est également responsable du siège de Longwy et reçoit la Croix de fer de 2e classe après la reddition de la ville et de la forteresse. Pour des raisons de santé, il présente sa démission. En conséquence, il est muté de l'armée le 17 juin 1871, le laissant dans sa position d'officier, et le 27 juin 1871, il est mis à disposition avec le caractère de général d'infanterie avec la pension légale.
Après ses adieux, l'empereur Guillaume Ier lui décerne l'Ordre de l'Aigle rouge de 1re classe avec feuilles de chêne à l'occasion du festival en janvier 1872. Loewenfeld passe sa retraite en Suisse et en Italie jusqu'à ce qu'il s'installe définitivement à Potsdam et est enterré dans l'ancien cimetière après sa mort.

### Famille
Loewenfeld se marie le 10 novembre 1834 à Bückeburg avec Karoline baronne Schilling von Cannstatt (de) (1811-1900), dame d'honneur d'Hermine de Schaumbourg-Lippe (en) (1845-1930). Les enfants suivants sont nés du mariage :
- Karoline Mathilde (née en 1836) mariée en 1867 avec Hermann von Zacha (mort le 29 juin 1887), colonel.
- Julius Joseph Adalbert Louis Ulrich Bernhard (1838-1916), major général prussien marié avec Elisabeth von Witzleben (de) (née en 1854)
- Alfred Franz Julius Leonhard (né le 17 octobre 1848 et mort le 1er décembre 1927), général d'infanterie